# هيون بن
هيون بين (بالكورية: 현빈، وإسمه الأصلي كيم تاي بيونغ) من مواليد 25 سبتمبر 1982 هو مغني وممثل من كوريا الجنوبية، اكتسب شهرة عالمية بأدائه في مسلسل تلفزيوني كوري يدعى محبوبتي سام سون (2005) والحديقة السرية (2010).

## أعماله
| السنة | المسلسل أو الفيلم          | المراجع |
| ----- | -------------------------- | ------- |
| 2005  | محبوبتي سام سون            | [ 5 ]   |
| 2006  | ضمن العوالم                | [ 5 ]   |
| 2010  | الحديقة السرية             | [ 5 ]   |
| 2014  | هادئ غاضب وأنا             | [ 5 ]   |
| 2006  | حب المليونير الأول         | [ 5 ]   |
| 2019  | ذكريات قصر الحمراء (مسلسل) | [ 5 ]   |
| 2020  | هبوط طارئ للحب             | [ 5 ]   |
| 2025  | صنع في كوريا               | [ 5 ]   |

## الجوائز والترشيحات
| قائمة الجوائز والترشيحات         | قائمة الجوائز والترشيحات | قائمة الجوائز والترشيحات | قائمة الجوائز والترشيحات | قائمة الجوائز والترشيحات |
| الجائزة                          | الفئة                    | عن عمل                   | النتيجة                  | م.                       |
| -------------------------------- | ------------------------ | ------------------------ | ------------------------ | ------------------------ |
| الدورة 61 لجوائز بايكسانغ للفنون | أفضل ممثل                | هاربين                   | في الانتظار              | [ 6 ]                    |

## روابط خارجية
- هيون بين على موقع IMDb (الإنجليزية)
- هيون بين على موقع أول موفي (الإنجليزية)
- هيون بين على موقع قاعدة بيانات الفيلم (الإنجليزية)